# Aberto de Tênis de Santa Catarina 2010
L'Aberto de Tênis de Santa Catarina 2010 è stato un torneo professionistico di tennis maschile giocato sulla terra rossa, che faceva parte dell'ATP Challenger Tour 2010. Si è giocato a Blumenau in Brasile dal 12 al 18 aprile 2010.

## Partecipanti

### Teste di serie
| Nazionalità | Giocatore            | Ranking* | Testa di serie |
| ----------- | -------------------- | -------- | -------------- |
| Cile        | Nicolás Massú        | 94       | 1              |
| Slovenia    | Blaž Kavčič          | 100      | 2              |
| Brasile     | Ricardo Mello        | 106      | 3              |
| Brasile     | Marcos Daniel        | 111      | 4              |
| Brasile     | Thiago Alves         | 121      | 5              |
| Brasile     | Júlio Silva          | 156      | 6              |
| Argentina   | Juan Pablo Brzezicki | 173      | 7              |
| Argentina   | Diego Junqueira      | 181      | 8              |

- Ranking al 5 aprile 2010.

### Altri partecipanti
Giocatori che hanno ricevuto una wild card:
- Guilherme Clezar
- Rodrigo Guidolin
- Tiago Fernandes
- Bruno Wolkmann

Giocatori passati dalle qualificazioni:
- Leonardo Kirche
- Tiago Lopes
- André Miele
- Iván Miranda

## Campioni

### Singolare
Marcos Daniel ha battuto in finale  Bastian Knittel, 7–5, 6(5)–7, 6–4

### Doppio
Franco Ferreiro /  André Sá hanno battuto in finale  André Ghem /  Simone Vagnozzi, 6–4, 6–3